# هنري جورج أليوت
هنري جورج أليوت هو إداري وقاضي وجندي كندي، ولد في 25 ديسمبر 1826 في نياجارا فولز في كندا، وتوفي في 29 نوفمبر 1912 في بيترماريتزبرغ في جنوب أفريقيا.